# Enchantment of the Seas (schip, 1997)
De Enchantment of the Seas is een cruiseschip van Royal Caribbean International
De Enchantment of the Seas hoort thuis in de Vision klasse, samen met de Legend, Splendour, Grandeur, Rhapsody en Vision of the Seas.
Het schip is 264 meter lang en 32 meter breed. Het kan 2.435 passagiers en 765 bemanningsleden vervoeren. De maximumsnelheid van het schip is 22 knopen (wat ongeveer gelijk is aan 40 km/u).
In 2005 werd het schip tijdelijk uit de dienst gehaald voor groot onderhoud en een verbouwing. Het schip werd ook doormidden gezaagd en een stuk van 22 meter lang toegevoegd waardoor de lengte en capaciteit van het schip werd vergroot. Op 15 mei 2005 ging het schip in de droogdok bij Keppel Verolme in Rotterdam en op 7 juli 2005 was het schip weer gereed voor gebruik.